# Латерии
Лате́рии (лат. Laterii) — древнеримский незнатный плебейский род, возможно, этрусского происхождения, представители которого начинают появляться в сохранившихся, преимущественно, эпиграфических, источниках только ближе к рубежу II—I веков до н. э. Среди членов данного семейства можно выделить следующих персоналий:
- Луций Латерий Бальб[2][3] (ум. после 109 до н. э[2].), имя, перечисленное в одной групповой надписи из Цере, датируемой периодом между 109 и 80 годом до н. э[2][3].;
- Луций Латерий Корвин[2][3] (ум. после 109 до н. э[2].), имя, перечисленное в одной групповой надписи из Цере, датируемой периодом между 109 и 80 годом до н. э[2][3].;
- Луций Латерий Корв[2][3] (ум. после 109 до н. э[2].), имя, упомянутое в групповой надписи из Цере, датируемой периодом между 109 и 80 годом до н. э[2][3].;
- Квинт Латерий Рабилин[2][3] (возможно, Ребилин; ум. после 109 до н. э[2].), имя, перечисленное в одной групповой надписи из Цере, датируемой периодом между 109 и 80 годом до н. э[2][3].;
- Латерий Хиспан[2][3] (ум. после 109 до н. э[2].), имя, встречающееся в групповой надписи из Цере, датируемой периодом между 109 и 80 годом до н. э[2][3].;
- Публий Латерий Луск[2][3] (ум. после 109 до н. э[2].), имя, перечисленное в одной групповой надписи из Цере, датируемой периодом между 109 и 80 годом до н. э[2][3].;
- Марк Латерий[2][3] (ум. после 109 до н. э[2].), имя, перечисленное в одной групповой надписи, датируемой периодом между 109 и 80 годом до н. э[2][3].;
- Квинт Латерий Папериан[2][3][4] (Папириан; ум. после 109 до н. э[2].), имя, встречающееся в групповой надписи из Цере[4], датируемой периодом между 109 и 80 годом до н. э[2][3].;
- Латерий Бальб[2][3] (ум. после 109 до н. э[2].), имя, перечисленное в одной групповой надписи из Цере, датируемой периодом между 109 и 80 годом до н. э[2][3].;
- Марк Латерий Мул[2][3] (ум. после 109 до н. э[2].), имя, упомянутое в групповой надписи, датируемой периодом между 109 и 80 годом до н. э[2][3].;
- Гай Латерий, сын Луция, из Ромилиевой трибы[5] (ум. после 50 до н. э[5].), имя, встречающееся в одной надписи, обнаруженной в Риме и датируемой 2-й половиной I века до н. э[5].;
- Тит Латерий, сын Тита[6][7] (ум. после 50 до н. э[6].), префект (кваттуорвир) «для судопроизводства», который упомянут в одной надписи из Хиспеллума (Умбрия), датируемой, как и в случае с предыдущей, 2-й половиной I века до н. э[6][7].;
- Публий Латерий, сын Публия, Нигер[8] (ум. после 20 до н. э[8].), имя, упомянутое в одной надписи из Беневента (Апулия), датируемой промежутком между 20 годом до н. э. и 30 годом[8];
- Марк Латерий Модест[9] (I—II вв[9].), севир-августал, упомянутый в одной надписи из Этрурии, которую датируют I—II веками[9];
- Латерия, дочь Квинта, Галла[10][11] (I в[10].), имя, встречающееся в одной римской надписи, где также упомянут некто Авл Фульциний, сын Авла, Руф, которая датирована промежутком между 1 и 70 годами[10];
- Латерия Волуптата[12] (I в[12].), вольноотпущенница, упоминаемая в групповой надписи из Канузия, которую датируют I веком[12];
- Латерия, дочь Гая, Галла[13][14] (II в[13].), имя, фигурирующее в одной латинской надписи, найденной в Сполецие и датируемой II веком[13].